# Emil Rathenau
Pour les articles homonymes, voir Rathenau.
Emil Rathenau (1838-1915) est un ingénieur et entrepreneur allemand, fondateur du groupe d'électricité AEG. Il est le fils de l'entrepreneur Moritz Rathenau (de) (1800-1871) et le père du ministre Walther Rathenau.

## Parcours
Fils d'un négociant aisé, Moritz Rathenau (1800–1871) et de Thérèse Liebermann (1815–1895, fille de Josef Liebermann (de)), Emil Rathenau est reconverti dans le judaïsme, au terme de ses études secondaires, stagiaire aux ateliers de mécanique des forges de Wilhelmshütte que son oncle Benjamin Liebermann dirige à Eulau en Basse-Silésie. Au bout de quatre ans d'apprentissage, il s'inscrit aux cours de génie mécanique de l'Institut polytechnique de Hanovre puis finalement à l’École polytechnique fédérale de Zurich. Il est employé pour peu de temps par le constructeur de locomotives Borsig à Berlin, puis travaille pendant deux ans dans diverses usines d'Angleterre, où il perfectionne ses connaissances.

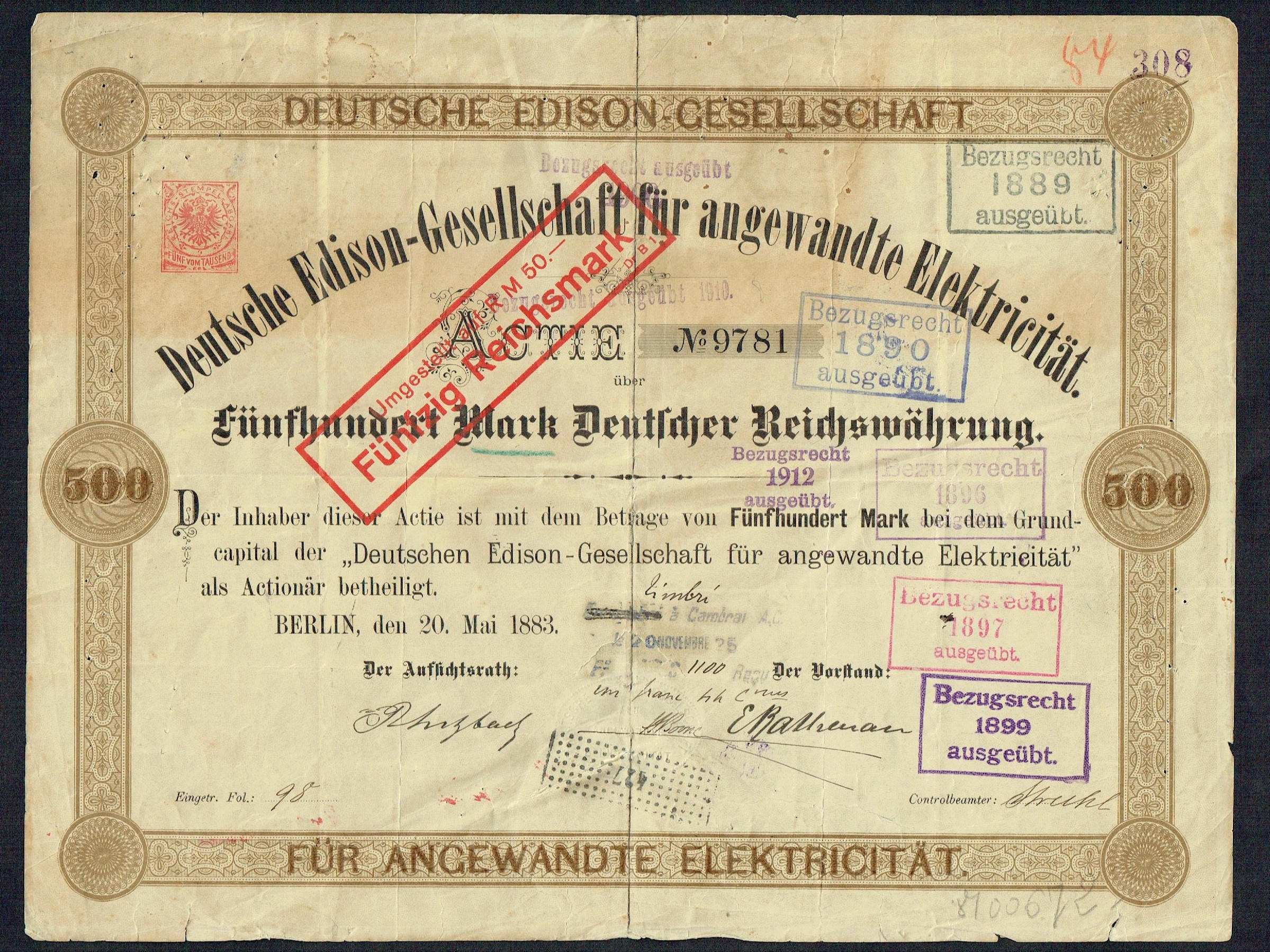
Action du Deutsche Edison-Gesellschaft für angewandte Elektricität en date du 20 mai 1883, signé par le fondateur Emil Rathenau

De retour à Berlin en 1865, il rachète avec un associé une petite usine grâce à la participation de Mathilde Nachmann (de) (1845–1926), fille d'un banquier de Francfort que Rathenau épousera l'année suivante. Grâce à la production de génératrices à vapeur mobiles, son entreprise se développe peu à peu. Au cours de l'hiver 1871-1872, les banques convainquent son associé de faire de l'entreprise une société par actions, mais Rathenau s'y oppose énergiquement. Il envisage même d'installer un réseau téléphonique et, en collaboration avec Werner von Siemens, d'électrifier l'éclairage public à Berlin, mais la  crise bancaire de mai 1873 met son entreprise en liquidation judiciaire .
Il acquiert en 1883 des brevets de Thomas Edison, et est ainsi à l'origine de la compagnie Allgemeine Elektricitäts-Gesellschaft (AEG).